# Adalbert I di Salisburgo
Adalbert I di Salisburgo (... – 30 luglio 874) è stato un arcivescovo tedesco, arcivescovo di Salisburgo e abate dell'abbazia di San Pietro per pochi mesi, dall'873 fino alla morte. Non si conoscono ulteriori dettagli circa la sua vita..